# Каратманово
Каратманово (мкд. Каратманово) је насеље у Северној Македонији, у средишњем делу државе. Каратманово је село у саставу општине Лозово.

## Географија
Каратманово је смештено у средишњем делу Северне Македоније. Од најближег града, Велеса, насеље је удаљено 15 km источно.
Насеље Каратманово се налази у југозападном делу историјске области Овче поље. Оно је смештено у равничарском пределу, који је добро обрађен. Надморска висина насеља је приближно 300 метара.
Месна клима је блажи облик континенталне због близине Егејског мора (жарка лета).

## Становништво
Каратманово је према последњем попису из 2002. године имало 520 становника.
Већинско становништво су етнички Македонци (99%), а остало су Турци (1%). До почетка 20. века искључиво становништво у селу били су Турци.
Претежна вероисповест месног становништва је православље.

## Извори
- www.opstinalozovo.gov.mk Званична страница општине Лозово